# Zambo (Burkina Faso)
Zambo è un dipartimento del Burkina Faso classificato come comune, situato nella Provincia di Ioba, facente parte della Regione del Sud-Ovest.
Il dipartimento si compone del capoluogo e di altri 20 villaggi: Bobra-Gogo, Bolkpè, Bontioli, Dergane, Djikologo, Forotéon, Gamgbo, Gbonko, Gbongbo-Zodoun, Habre, Korbè, Korompéri, Kpankpirè, Manoa, Nambléteon, Pintou, Tieréteon, Tampla, Tovor e Zoolo.